# Raul Blanco
Raúl Blanco (né à Buenos Aires, le 4 décembre 1941) est un footballeur argentin, devenu entraîneur de football. Il a beaucoup dirigé de clubs australiens, ainsi que les sélections australiennes.

## Palmarès
- Coupe d’Océanie de football
  - Vainqueur en 1996
  - Finaliste en 1998